# Högberga, Lidingö

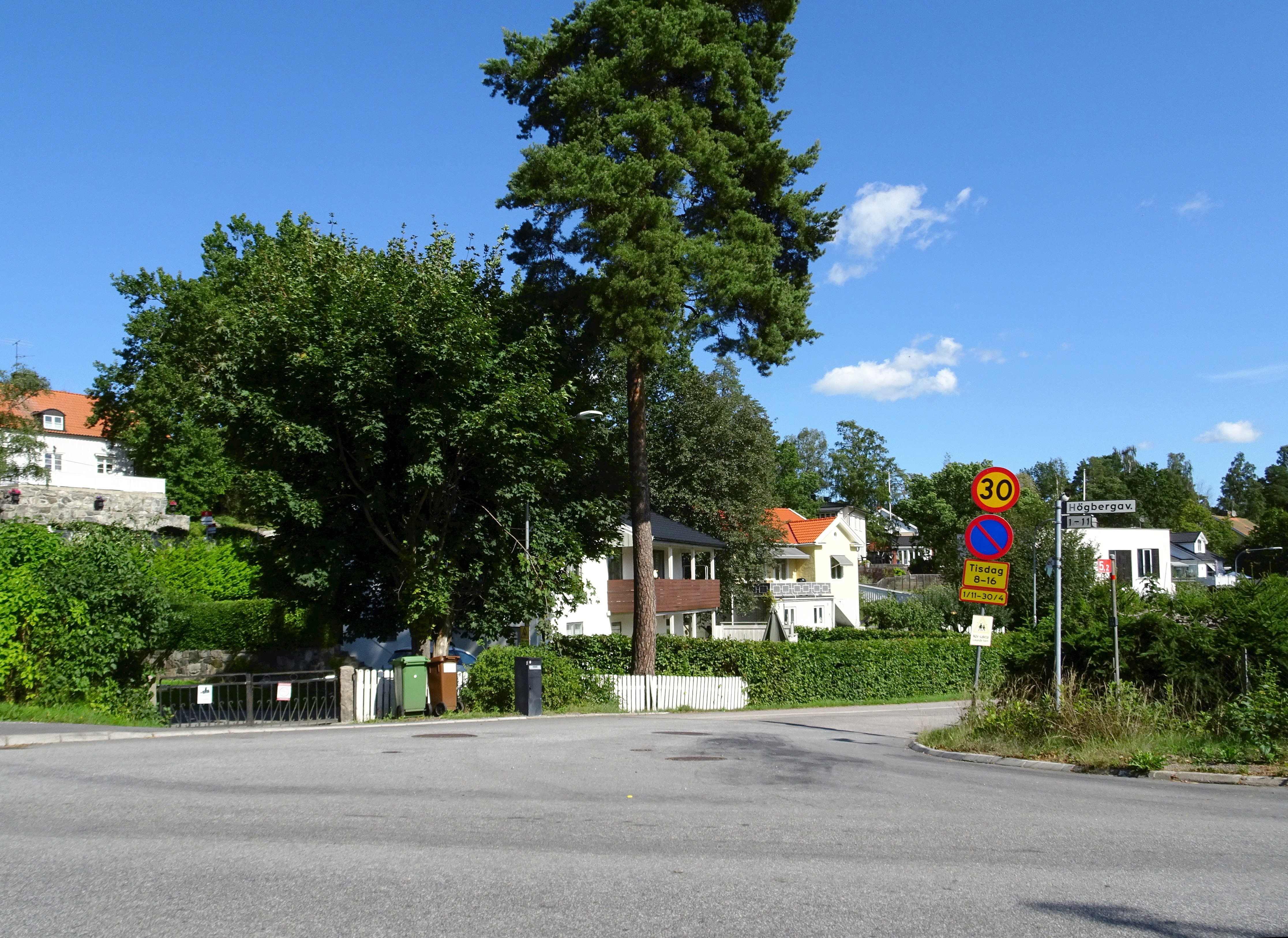
Högbergavägen, augusti 2021.

Högberga är ett område i sydvästra delen av kommundelen Brevik i Lidingö kommun, Stockholms län. 

## Allmänt

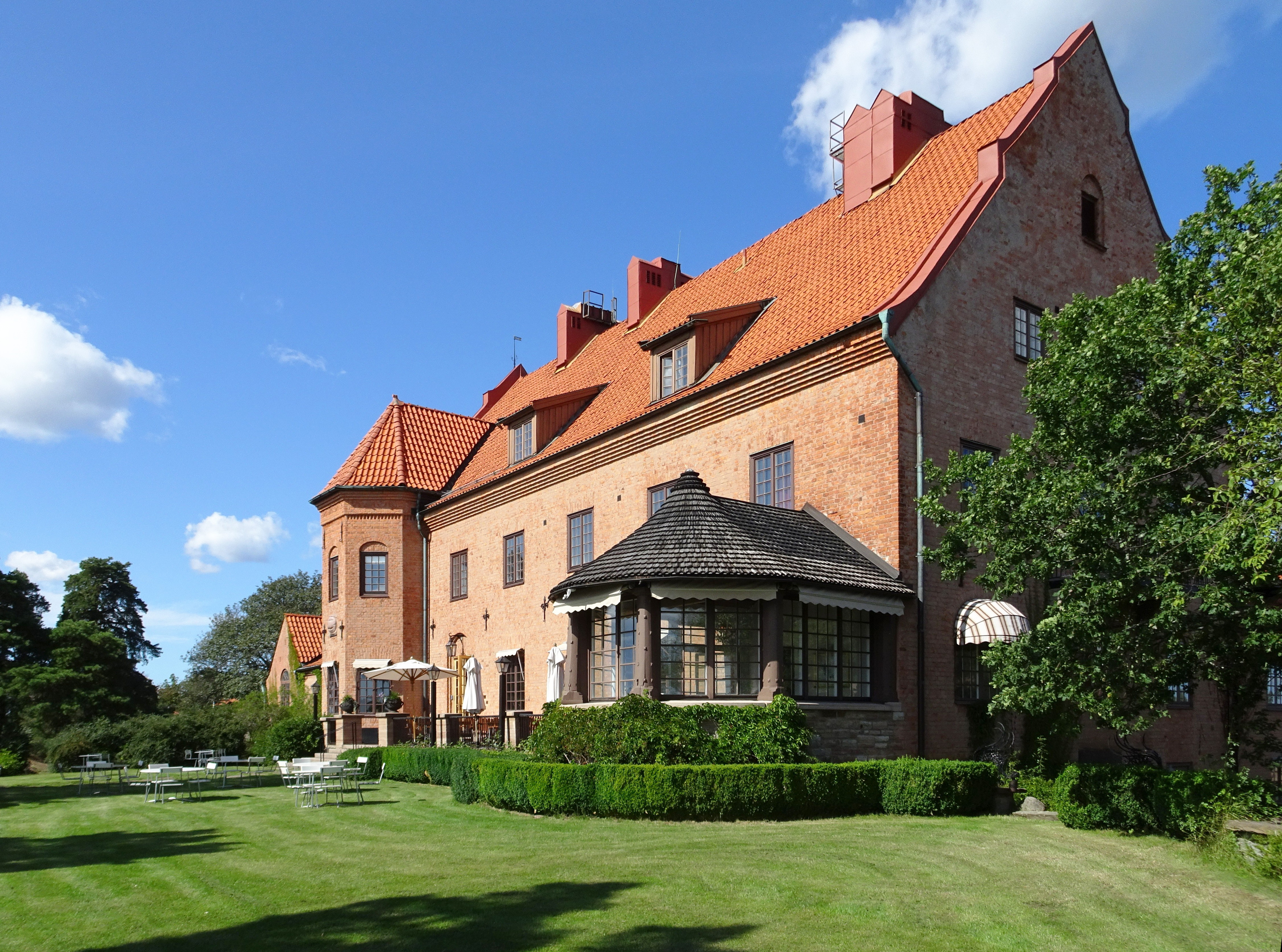
Villa Högberga, augusti 2021.

Som namnet antyder består Högberga huvudsakligen av en högplatå med som mest cirka 30 meter över havet. Området begränsas i norr av Seglarvägen och i söder av Lilla Värtan. Längst i väster märks Östra Mölna radhusområde från 1960- och 1970-talen vilket kassas av kommunen som kulturhistoriskt ”omistlig”. I öster ligger Breviks hamn och brygga där Breviks Båtsällskap har sin verksamhet sedan 1929.

## Bebyggelsen
Mest kända byggnad är konferensgården Högberga gård, ursprungligen uppförd 1916 som privatbostad för Klas Fåhraeus och Olga Björkegren efter ritningar av arkitekt Carl Westman. Fastigheten är sedan 1985 skyddat som byggnadsminne. Strax intill, vid Höguddsvägen 38 ligger Villa Högudden från 1876, även den ett byggnadsminne. Den tredje villan av intresse är Villa Roskull (även kallad Villa Ericsson) belägen vid Roskullsvägen 2 och uppförd 1912 för ingenjören Gustaf L.M. Ericsson. Byggnaden går i samma tunga stil som Högberga och ritades av  Torsten Stubelius och Sigurd Lewerentz. För övrigt är Högberga bebyggd huvudsakligen med villor, radhus och kedjehus från sekelskiftet 1900 och framåt.

## Hållplats
Högberga är en av Lidingöbanans hållplatser som ligger vid Gåshagaledens början.

## Bilder

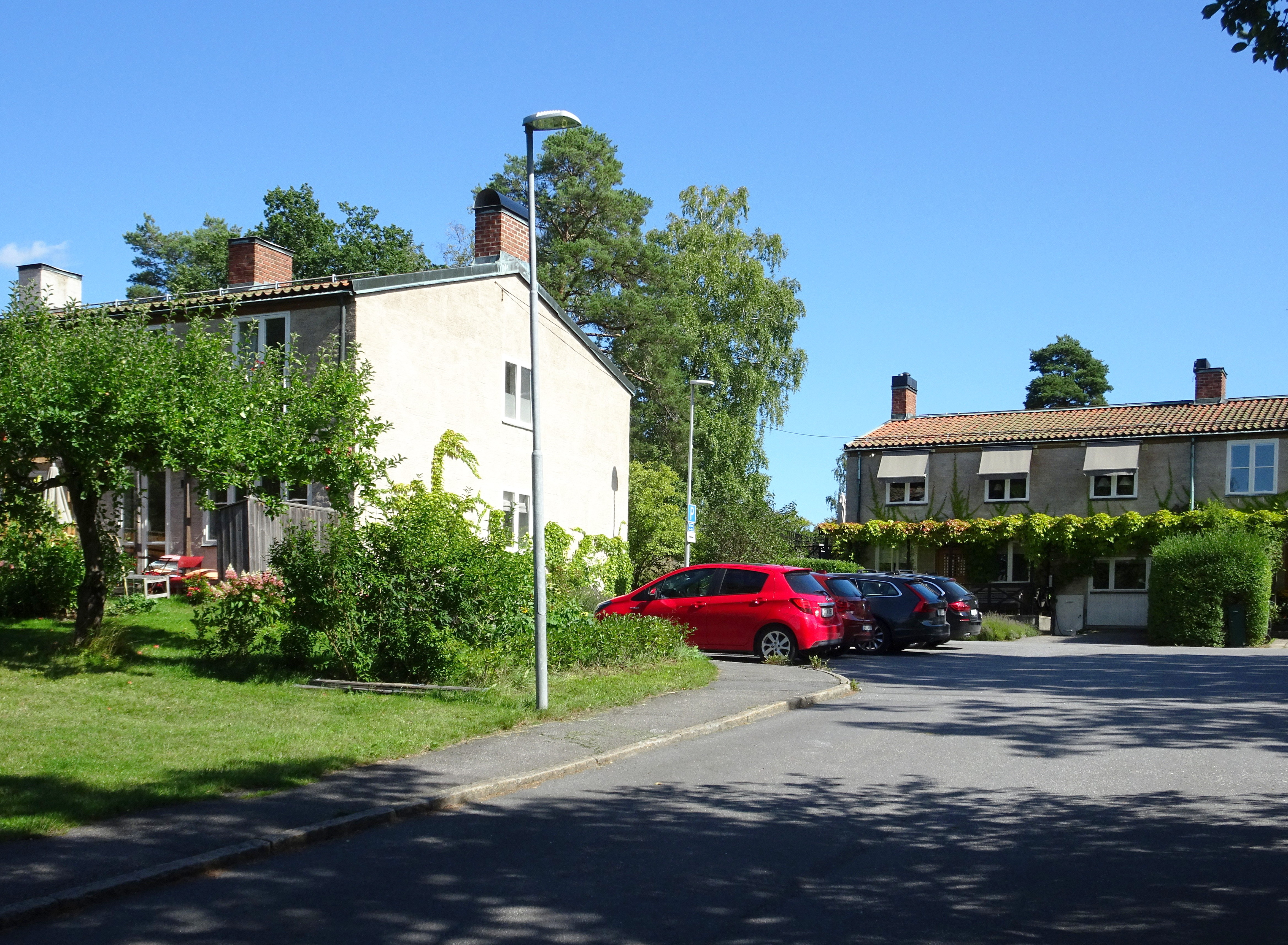
Östra Mölna radhusområde.
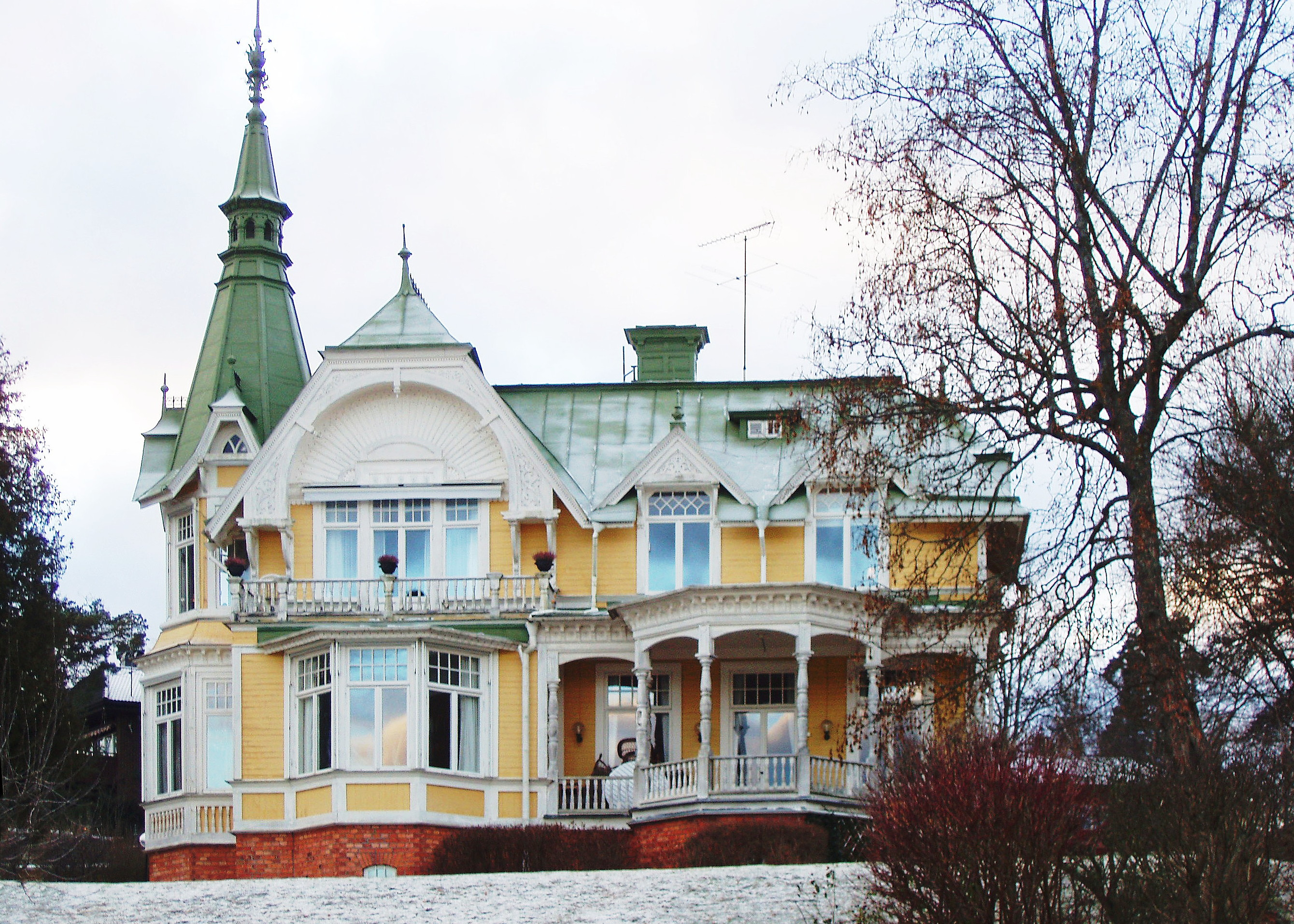
Villa Högudden.
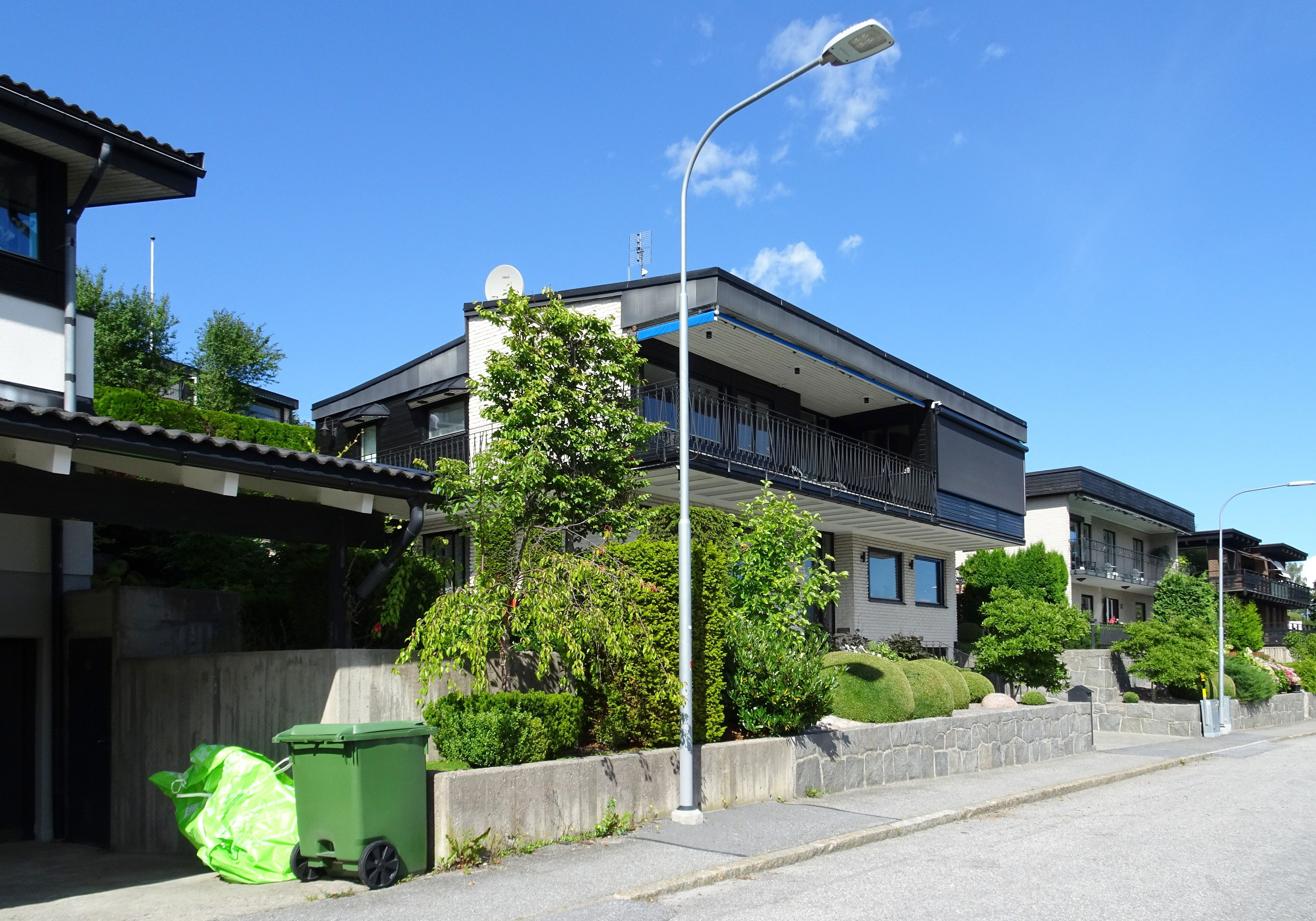
Moderna villor vid  Höguddsvägen.
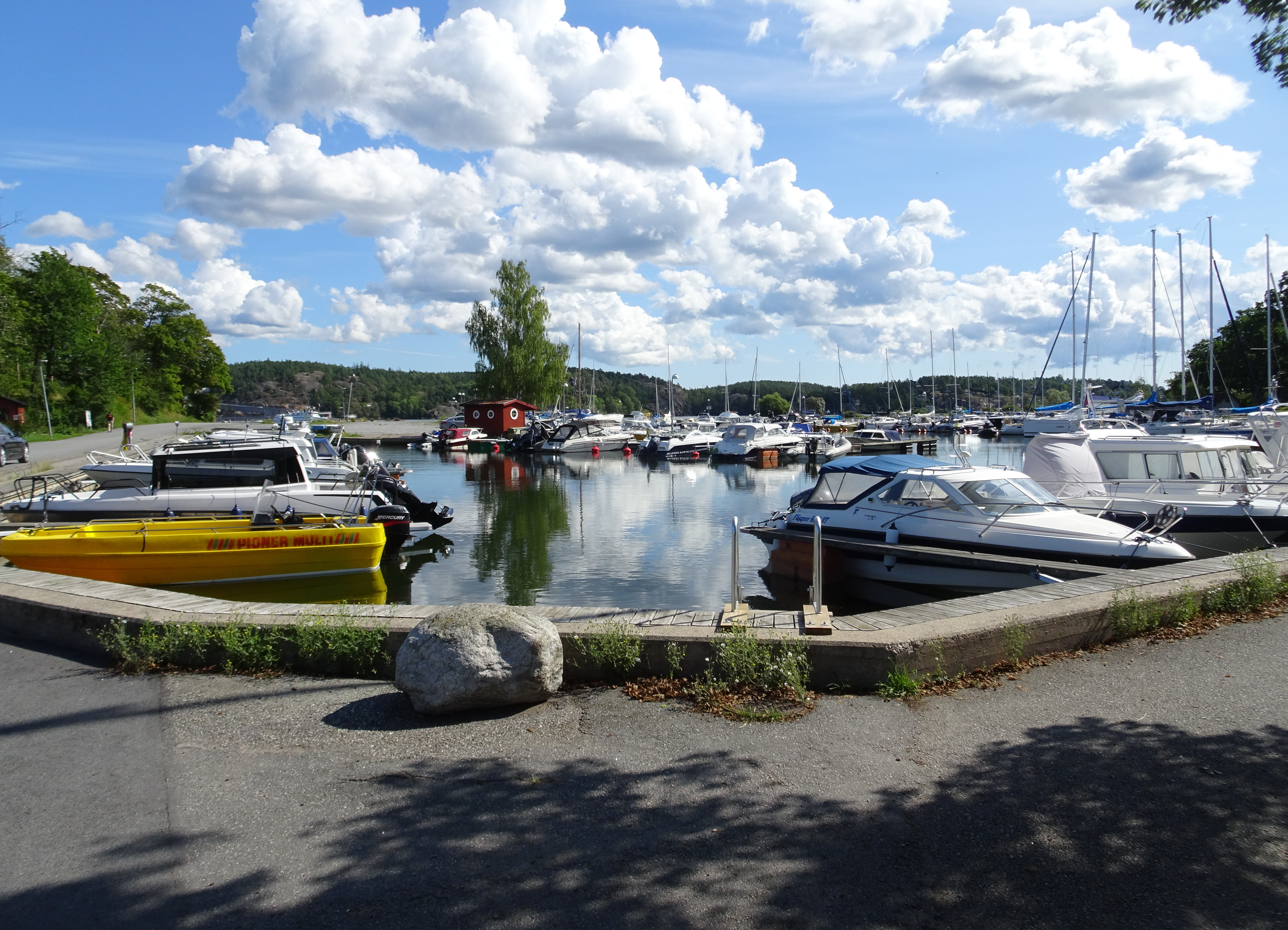
Breviks Båtsällskap i Breviks hamn.
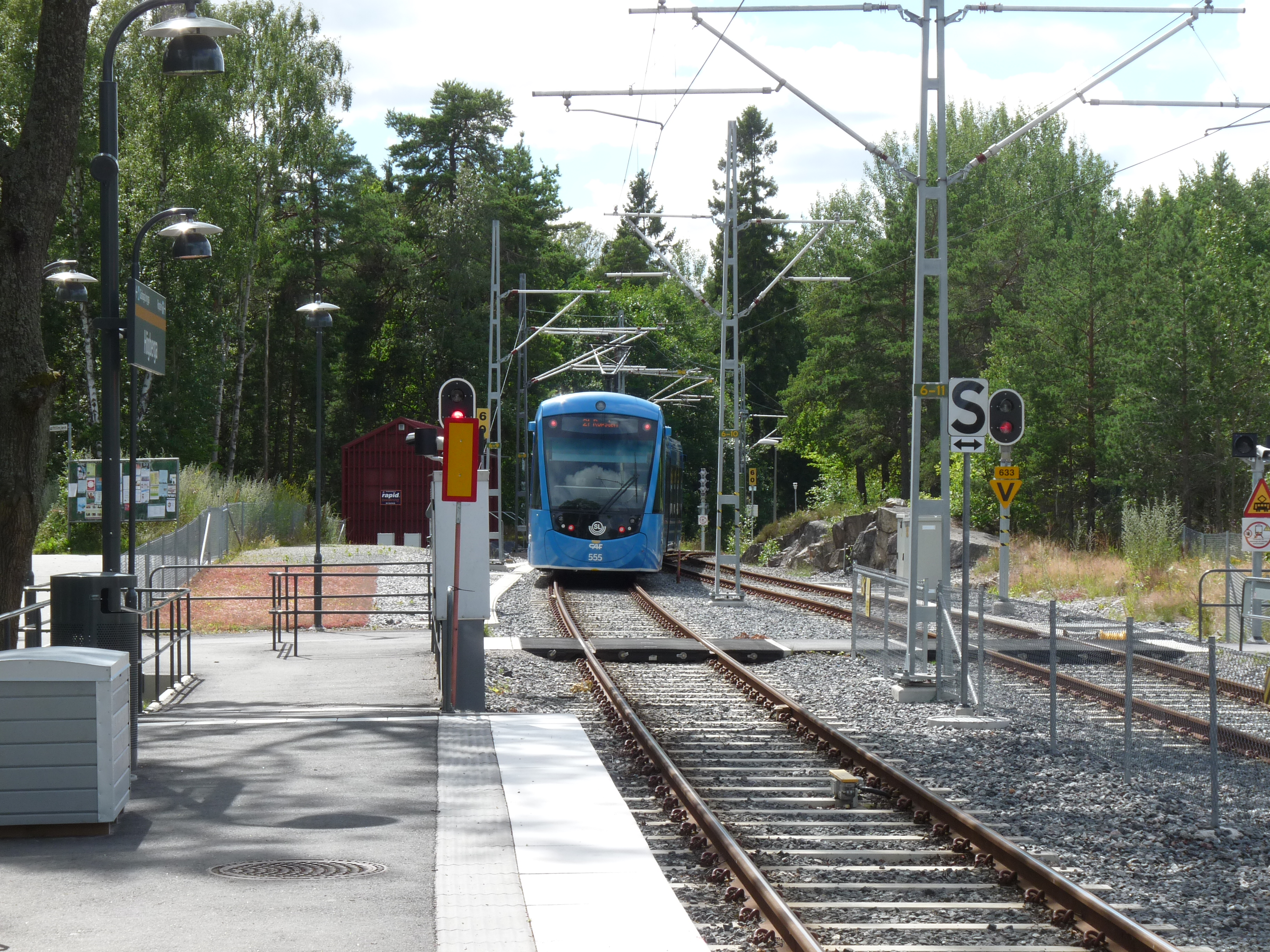
Hållplats Högberga.